# Рідкодуби (Дубенський район)
Рідко́дуби — село в Україні у Вербській сільській громаді Дубенського району Рівненської області.

## Історія
У 1906 році колонія Вербівської волості Дубенського повіту Волинської губернії. Відстань від повітового міста 23 верст, від волості 5. Дворів 70, мешканців 382.
7 (20) листопада 1917 року, відповідно до Третього Універсалу Української Центральної Ради, увійшло до складу Української Народної Республіки.
12 червня 2020 року, відповідно до розпорядження Кабінету Міністрів України № 722-р від «Про визначення адміністративних центрів та затвердження територій територіальних громад Рівненської області», увійшло до складу Вербської сільської громади.
19 липня 2020 року, в результаті адміністративно-територіальної реформи та ліквідації  Дубенського (1939—2020) району, село увійшло до складу новоутвореного Дубенського району.

## Основні дані
Населення по перепису 2001 року становило 162 осіби.

## Розташування
Село розташоване у географічній зоні Мале Полісся
Сусідні села: Стовпець, Верба, Кам'яна Верба, Берег, Дубовиця , Гранівка, Онишківці 